# Peter Puck
Peter Puck (né le 23 juillet 1960 à  Heidenheim an der Brenz) est auteur de bande dessinée allemand. Il est surtout connu pour sa bande dessinée animalière parodique Rudi, publiée de 1985 à 2005.

## Distinction
- 2002 : Prix Max et Moritz du meilleur auteur germanophone, pour l'ensemble de son œuvre